# WikiHow
wikiHow (nome completo: "wikiHow-to do anything", nome traduzido: "wikiHow fazer de tudo") é uma comunidade wiki com repositórios de guias no estilo How-to (do inglês: "como fazer"). Todo o conteúdo do site está sobre a licença Creative Commons, e o site utiliza uma versão modificada da MediaWiki 1.9.3. O site teve início como uma extensão do site já existente eHow, e com o tempo evoluiu para a hospedagem de mais de 20.000 artigos How-to. A missão da wikiHow é de construir o maior manual How-to do mundo e constantemente expandi-lo sem perder usuários. 
Em maio de 2007, o wikiHow teve mais de 5,39 milhões de leitores únicos. O site pode ser utilizado para a prática de alguma língua, se tiver dificuldade de pronúncia pode ser usado um sintetizador de voz como este.

## História
O wikiHow foi fundada por Jack Herrick em 15 de janeiro de 2005, com o objetivo de criar um extenso manual de instruções precisas e atualizadas em vários idiomas. O dia 15 de janeiro foi intencionalmente selecionado como data de lançamento para homenagear a Wikipedia, que foi lançada quatro anos antes, em 15 de janeiro de 2001. Herrick se inspirou para iniciar o wikiHow em um site de instruções que ele e Josh Hannah haviam comprado anteriormente em 2004, eHow. Depois de rodar o eHow, Herrick concluiu que o modelo de negócios da eHow evitava que ele se tornasse o extenso manual de instruções de alta qualidade que ele queria criar. Herrick e Hannah venderam a eHow em 2006, permitindo que Herrick se concentrasse no wikiHow em tempo integral.
Em 2006, a fundação sem fins lucrativos One Laptop per Child selecionou o wikiHow como uma das fontes de conteúdo para os laptops educacionais distribuídos em todo o mundo. Em 21 de setembro de 2007, o artigo 25.000 do site foi publicado. Em 2009, o site ultrapassou 20 milhões de visitantes mensais e completou um redesenho. Em 2014, o Google selecionou o wikiHow como um dos parceiros de lançamento do Google Contributor, um produto de internet sem anúncios.

### Aquisição de Guidecentral
Foi anunciado em 24 de março de 2016 que a wikiHow adquiriu a Guidecentral, um site focado em fornecer informações sobre projetos "hands on". Os termos da aquisição não foram divulgados, embora a Guidecentral tenha levantado mais de US $ 1 milhão de investidores, incluindo NXTP Labs, Enterprise Ireland e South Ventures, antes da aquisição.

## Modelo de negócio
Os custos iniciais do site foram, em certa medida, financiados com a venda da eHow por Herrick. Atualmente é financiado por publicidade em suas páginas. O site não busca contribuições, e é executado como uma "organização híbrida" - uma "empresa com fins lucrativos focada na criação de um bem público global de acordo com nossa missão".

### Licenciamento
O conteúdo do wikiHow é publicado sob a licença Creative Commons Atribuição-Uso Não-Comercial-Compartilhamento pela mesma Licença 3.0 (by-nc-sa 3.0), o que significa que o conteúdo pode ser modificado e reutilizado para fins não comerciais, desde que os autores originais sejam atribuídos e a licença não seja substancialmente alterada. Os autores mantêm direitos autorais completos sobre seu conteúdo e podem publicá-lo em outro lugar sob diferentes licenças. Eles concedem ao wikiHow uma licença irrevogável para usar o material para qualquer finalidade.

### Anúncios de exclusão
O wikiHow permite que os leitores controlem se a publicidade aparece ao lado do conteúdo. Aqueles que estão registrados e logados não veem anúncios, a menos que seja um provedor de vídeo externo.
Em novembro de 2014, o wikiHow foi anunciado como participante do Google Contributor, um serviço que permite que os usuários do site façam uma doação mensal em apoio aos seus sites favoritos para não receber publicidade.

## Recepção
O wikiHow ganhou vários prêmios, incluindo um Webby Award for Community em 2009 e o Co-Creation Award no concurso Open Innovation, organizado pelo The Guardian e Nesta, em 2010. Além disso, o Mashable selecionou o wikiHow como vice-campeão de melhor wiki nos Open Web Awards em 2008.
Um jornalista da PBS informou que o "wikiHow app tem um excelente conjunto de artigos para ajudá-lo em praticamente qualquer situação, desde ajudar alguém que está sufocado a lidar com emergências de veículos, até desastres naturais". e o The New York Times relatou: "Digite algumas palavras-chave sobre o problema na página de busca do aplicativo e o guia exibirá alguns conselhos. Suas páginas de informações são claras e bem definidas. Elas começam com uma descrição introdutória, e, em seguida, oferecem uma lista de etapas a seguir. O aplicativo exibe as ferramentas e itens necessários e inclui dicas e avisos." Lifehacker descreveu o wikiHow como o "site de guias sempre útil". O wikiHow tem sido descrito positivamente em muitas outras fontes de mídia, incluindo as mais diversas como Inc. Magazine, Cosmopolitan, TechRepublic , Condé Nast Traveler , e PC Magazine.
O wikiHow também tem sido alvo de sátiras e críticas devido à sua notável abundância de artigos indiscutivelmente excêntricos. Por exemplo, a American Public Radio mostra que o Wits tem um segmento chamado "wikiHow theatre", onde os atores leem tópicos óbvios ou ridículos do wikiHow, como "como fazer as pessoas respeitarem seu animal de estimação", para efeito cômico. Dois poetas talentosos publicaram um livro chamado "como se sentir confiante com seus talentos especiais", no qual cada título de poema é tirado diretamente de um artigo do wikiHow. Vice.com parodiou o artigo do wikiHow "How to Break Up with Your Boyfriend". O Huffington Post criou uma lista de habilidades bizarras sobre a vida, como "como reagir a um bebê feio", que "você só pode aprender com o wikiHow". Muitas vezes, as ilustrações são criticadas por serem estranhas ou excêntricas.   Outros editores criticaram o wikiHow por hospedar instruções sobre temas polêmicos de valor social questionável como "como obter uma diferença na coxa",  ou "como parar um casamento". Outros sites criaram listas de "piores do wikiHow" para destacar tópicos que são "dementes", "brilhantemente bizarros",  ou de outra forma problemáticos.